# Santuário do Santíssimo Milagre de Santarém

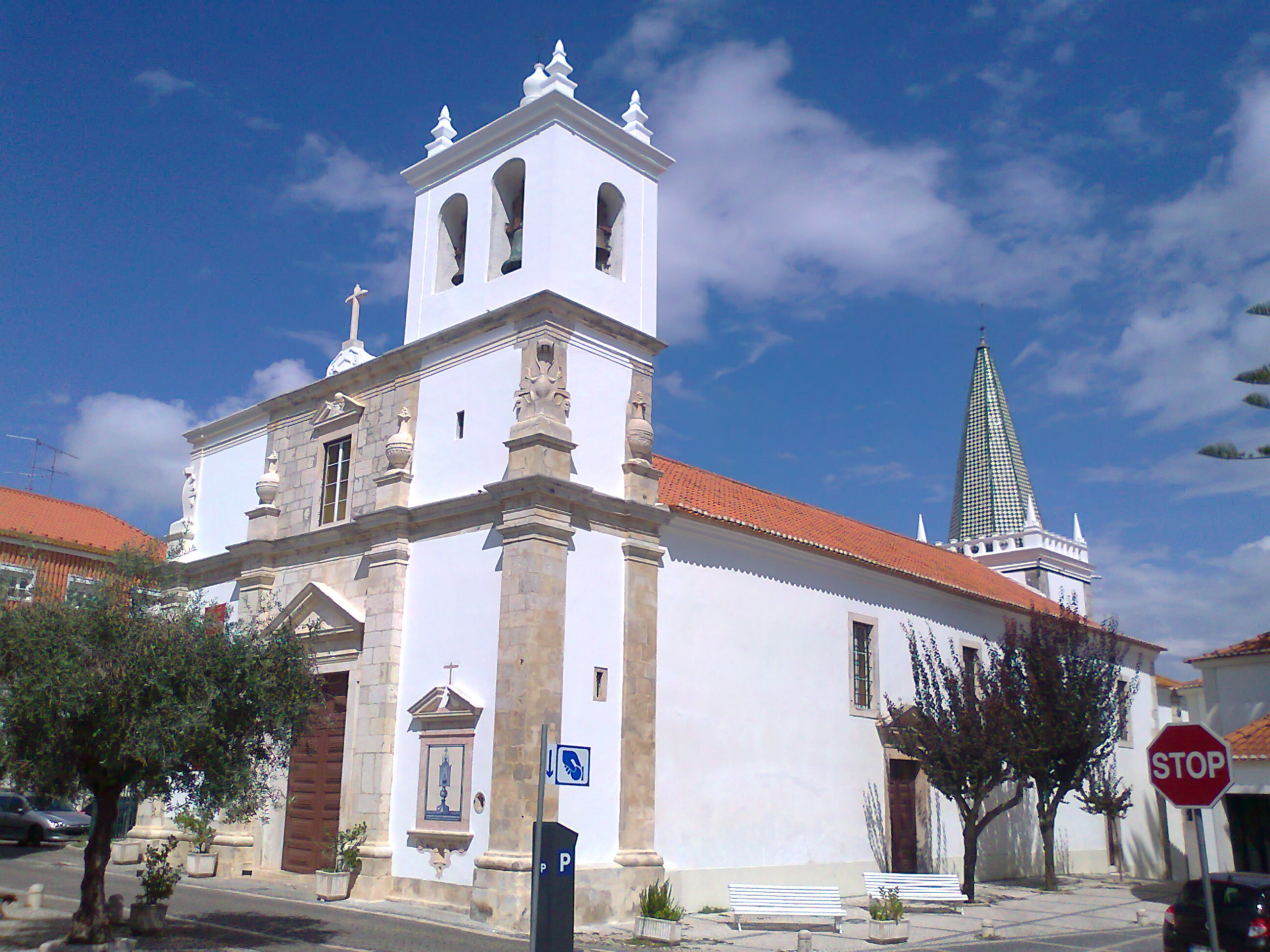
Igreja de Santo Estevão (ou Santuário do Santíssimo Milagre de Santarém)

A Igreja de Santo Estevão, também conhecida como Igreja do Santíssimo Milagre, é um templo católico na antiga freguesia de Santo Estêvão do Milagre, situado no centro histórico da cidade de Santarém, em Portugal. Foi fundada no século XIII e adquiriu o seu atual aspeto, maioritariamente renascentista, no século XVI, em resultado da destruição provocada por um sismo. A igreja passou a ser designada pela sua atual denominação — como Santuário do Santíssimo Milagre de Santarém — após a ocorrência de um célebre milagre eucarístico, em 1226, na paróquia que então a tinha como sede. Desde então, a relíquia do referido milagre, objecto de grande veneração popular, permanece nela guardada. A igreja está classificada como Monumento Nacional desde 1917.

## História

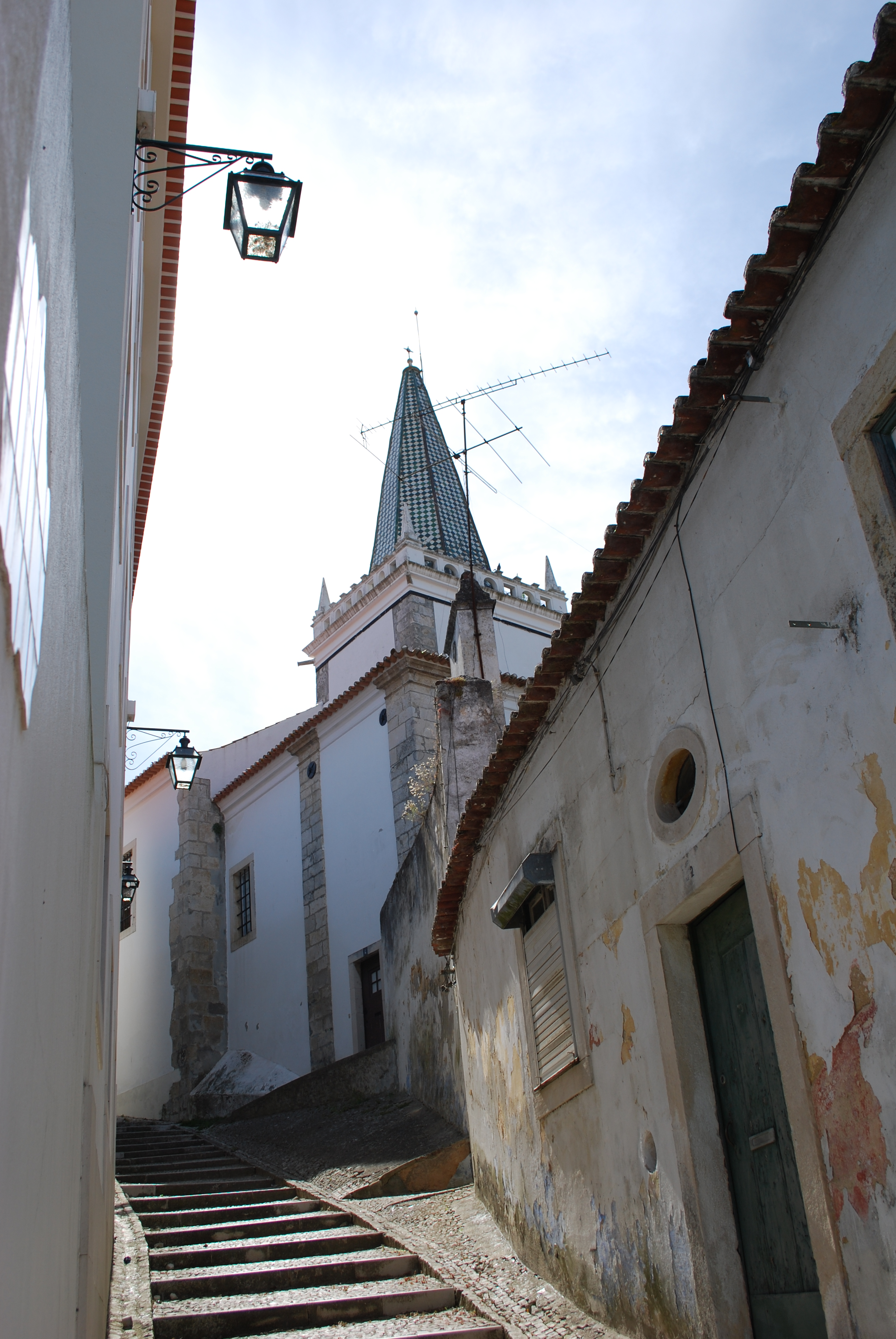
As Escadinhas do Milagre

A igreja foi sagrada em 1241, sendo inicialmente denominada de Igreja de Santo Estêvão, dedicada ao primeiro mártir do Cristianismo. Desde a sua fundação, este templo católico acolheu a sede da paróquia de Santo Estêvão, uma das mais importantes e abastadas da então vila de Santarém. Esta paróquia haveria de ser extinta já no século XIX, sendo então integrada na de Marvila. Em 1266, com a ocorrência do Milagre, o templo passou a ser conhecido por Santíssimo Milagre, acolhendo a partir de então as relíquias sagradas.
Reza a lenda do Milagre que uma mulher roubara uma hóstia consagrada durante a sagrada comunhão, pretendendo utilizá-la em práticas de bruxaria. Porém, a hóstia sangrou durante todo o percurso e, uma vez escondida, inundou de luz toda a habitação, revelando a sua presença e conduzindo a pecadora ao arrependimento. A hóstia milagrosa foi engastada numa custódia de prata, permanecendo guardada no templo até hoje, com excepção do curto período das Invasões Francesas, quando foi retirada da cidade.
A actual configuração renascentista da igreja é o resultado de uma campanha de reconstrução quinhentista, levada a cabo entre 1536 e 1547, e que foi motivada pela dimensão dos estragos causados pelo Terramoto de 1531. A esta intervenção sucederam outras, maneiristas e barrocas, nos séculos XVII e XVIII, das quais resultou, para além do desvirtuamento de parte da obra quinhentista, o revestimento de azulejos policromos, o coro e os retábulos de talha dourada, esses da primeira metade do século XVIII.

## Arquitectura e Arte
A arquitectura da igreja é maioritariamente renascentista, apesar de apresentar vários elementos característicos do maneirismo e do barroco, nomeadamente na molduração das portas e das janelas, no remate dos pilares e no revestimento cerâmico e de talha. Do primitivo edifício gótico mendicante restam apenas os dois arcos apontados do transepto.
A sóbria fachada barroca tem adossada uma torre sineira com coruchéu manuelino. O pórtico, de verga recta e empena triangular, é ladeado por dois pilares. À direita do pórtico, abre-se uma janela cega com frontão triangular interrompido. A fachada é encimada por uma janela rectangular centrada, igualmente encimada por frontão triangular interrompido, sendo ladeada por dois plintos com vasos de cantaria no seguimento dos pilares inferiores.
O interior, de três naves, cobertas por tecto de masseira, revela a construção renascentista nos arcos maneiristas que se abrem para a capela-mor, ornados nos vãos com medalhões típicos. Entre esses arcos de separação, elevam-se elegantes pilares misulados, sobrepujados por baldaquinos e ornados com duas estátuas da mesma época, representando São Pedro e São Paulo. As bases são decoradas com baixos-relevos do tipo do renascimento coimbrão, figurando os Quatro Evangelistas. Todo o conjunto remonta aos meados do século XVI. As paredes da nave são corridas por um silhar de azulejos do tipo padrão, azuis e amarelos e outro do tipo enxadrezado, ambos seiscentistas. Sobre eles, pendem quatro grandes pinturas sobre tela executadas em 1646, alusivas ao milagre da Eucaristia. A fachada lateral esquerda tem adossadas três capelas, duas das quais de forma quadrangular e a terceira rectangular.
Na capela-mor, de planta quadrangular, estão colocadas quatro pequenas pinturas sobre madeira, dos fins do século XVI, de cunho italianizante: Santo Estêvão, S. João Evangelista, A Ressurreição e A Ascensão, que pertenceram a um antigo retábulo maneirista dedicado ao orago, Santo Estêvão, atribuído a Jorge Barreto. Na sacristia e na anexa Capela do Senhor Morto guardam-se duas pinturas sobre madeira, do último terço do século XVI: S. Marçal e S. Jerónimo, painéis maneiristas pertencentes ao ciclo do Mestre da Romeira. A cobertura da capela-mor é rematada por uma torre em pirâmide.